# Konstantin Sathas

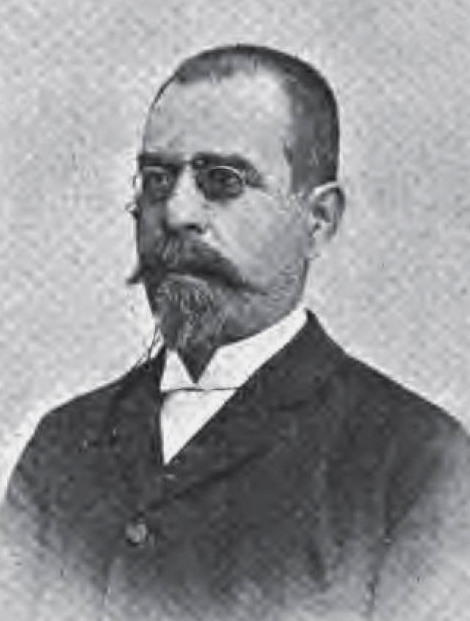
Konstantin Sathas

Konstantin Sathas (grec. Σάθας Κωνσταντίνος) (ur. w 1842 w Galaxidi, zm. w 1914 w Paryżu) – grecki historyk, bizantynolog. 
Uczęszczał do szkoły średniej w Atenach. Był inicjatorem badań nad Bizancjum w Grecji. 

## Wybrane prace
- Μεσαιωνική βιβλιοθήκη, t.1-7, Wenecja 1872-1894.
- Documents inédits relatifs à l'histoire de la Grèce au moyen âge, t. 1-8, Paris 1880-1888.
- Έλληνικά ἀνέκδοτα, t.1-2,Ateny 1867.
- Χρονικόν ἀνέκδοτον Γαλαξειδίου, Ateny 1865.
- Νεοελληνική φιλολογία, Ateny 1868.
- Geschichte Griechenlands unter den Türken, Ateny 1870.
- Bibliotheca graeca medii aevi, t.1-7, Athen - Paris 1872-1894.